# Okres Puławy
Okres Puławy (polsky Powiat puławski) je okres v polském Lublinském vojvodství. Rozlohu má 933 km² a v roce 2020 zde žilo 112 384 obyvatel. Sídlem správy okresu je město Puławy.

## Gminy
Městská:
- Puławy

Městsko-vesnické:
- Kazimierz Dolny
- Końskowola
- Kurów
- Nałęczów
- Wąwolnica

Vesnické:
- Baranów
- Janowiec
- Markuszów
- Puławy
- Żyrzyn

## Města
- Kazimierz Dolny
- Końskowola
- Kurów
- Nałęczów
- Puławy
- Wąwolnica

## Sousední okresy
| Růžice kompasu | Kozienice         | Ryki            | Lubartów         | Růžice kompasu |
| Růžice kompasu | Kozienice, Zwoleń | Sever           | Lubartów, Lublin | Růžice kompasu |
| Růžice kompasu | Kozienice, Zwoleń | Okres Puławy    | Lubartów, Lublin | Růžice kompasu |
| Růžice kompasu | Kozienice, Zwoleń | Jih             | Lubartów, Lublin | Růžice kompasu |
| Růžice kompasu | Zwoleń            | Opole Lubelskie | Lublin           | Růžice kompasu |